# Agrion de Mercure
Coenagrion mercuriale
Espèce
Statut de conservation UICN

 NT  : Quasi menacé
L’agrion de Mercure (Coenagrion mercuriale) est une espèce d'insectes odonates zygoptères de la famille des coenagrionidés, présente en Europe de l’Ouest moyenne et méridionale ainsi qu'au nord du Maghreb. Il est extrêmement rare en Belgique, Suisse et Allemagne. Sa répartition est à tendance méditerranéenne.

## Description et systématique
L'espèce a été décrite en 1840 par Charpentier à partir d'informations transmises par Heyer sous le nom Agrion (Agrion) mercuriale. La localité-type se trouve à Lüneburg (Allemagne).
Synonymes anciens : Agrion mercuriale Charpentier, 1840, Agrion fonscolombii Rambur, 1842
L'agrion de Mercure est très polymorphe, néanmoins seules deux sous-espèces restent retenues :
- Coenagrion mercuriale (Charpentier, 1840) mercuriale - présent sur l'essentiel de l'aire de répartition de l'espèce.
- Coenagrion mercuriale castellanii Roberts, 1948 - présent en Italie

Coenagion mercuriale hermeticum (De Selys-Longchamps, 1872) indiquée en Afrique du Nord n'est pas unanimement reconnue par les auteurs.

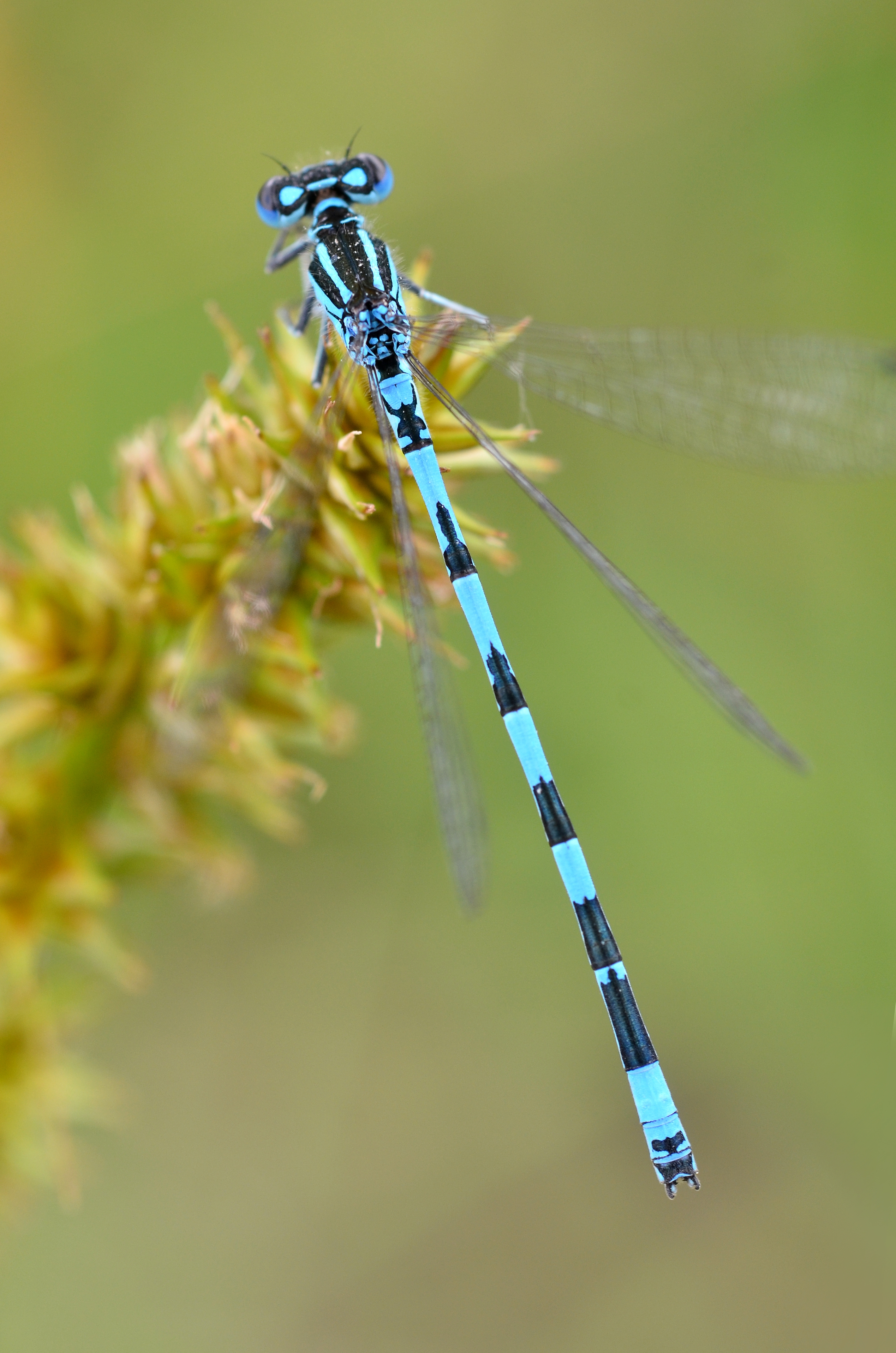
Segment abdominal S2 portant le symbole de Mercure bien visible sur ce mâle.

L'identification de l'espèce passe pour les mâles par l'examen des premiers segments abdominaux, la répartition du noir et du bleu sur l'abdomen et l'étude précise des pièces terminales de l'abdomen. Le dessin noir sur la face dorsale du segment abdominal S2 ressemble approximativement au symbole astronomique de Mercure (☿), ce qui explique le nom d'espèce mercuriale. L'identification des femelles est difficile et se fait principalement par l'étude de la forme du prothorax.

## Répartition

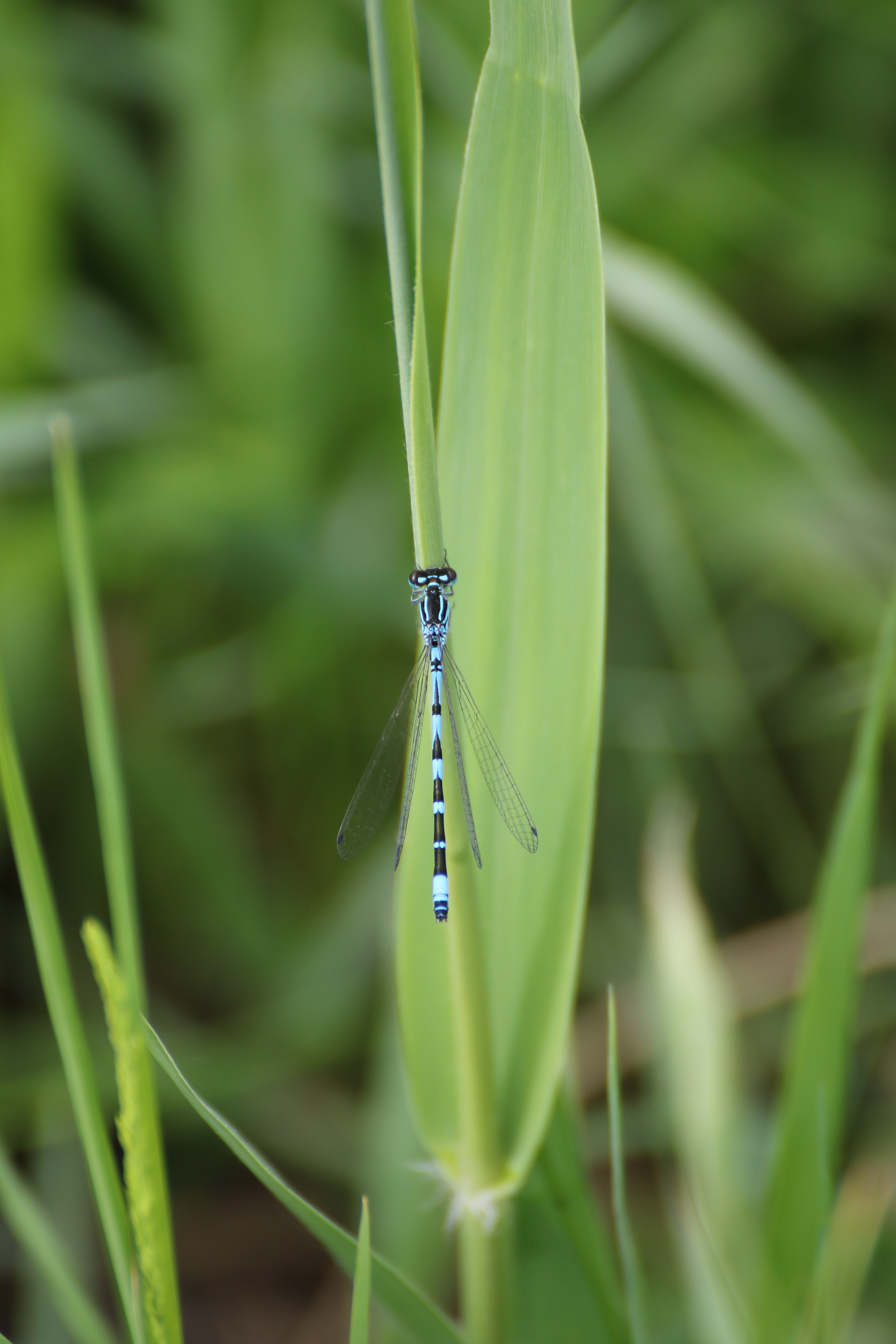
Le mâle de l'Agrion orné présente un motif assez proche de celui de l'Agrion de Mercure sur le segment abdominal S2.

Cette espèce à tendances méditerranéennes est relativement localisée à l'Europe occidentale depuis la France aux péninsules ibérique et italienne. Des populations rares et en fort déclin remontent jusqu'au nord de la France, la Belgique et l'Angleterre, ainsi qu'en Europe centrale, en Allemagne et en Suisse. L'espèce est réputée disparue de Pologne et de Slovénie, néanmoins il n'est pas certain qu'elle ait habité ces pays et des confusions avec Coenagrion ornatum restent possibles. De la même manière l'Agrion de Mercure est indiqué en Autriche, Slovaquie et République tchèque. L'ensemble des mentions dans ces derniers pays méritent d'être contrôlées et confirmées.
Les indications de l’Est de l’Europe, où sa répartition très disjointe semblait concerner des populations isolées en Roumanie et dans le Caucase ont été remises en cause par Marinov (2001). Les données de Bulgarie, de toute évidence celles de Macédoine et de Croatie, très probablement celles de Roumanie et du Caucase sont erronées. Il s'agit selon cet auteur le plus souvent de confusions et généralement de données larvaires qui concernent en fait Coenagrion ornatum.
L'agrion de Mercure est présent sur presque tout le territoire de la France, l’Italie, l’Espagne et le Portugal. Globalement, plus on descend dans le Sud, plus le nombre de stations connues est important et les populations localement abondantes.
Dans le Sud-Est de la France, l'Agrion de Mercure paraît « vulnérable » en raison de la fragilité de son habitat, mais il n’est pas rare, notamment au sein des puissants hydro-systèmes de la vallée du Rhône et de la vallée de la Durance. Il apparaît disséminé sur de plus petits cours d'eau dans le Beaujolais, le Bas Dauphiné, l'Avant Pays Savoyard ainsi que dans les secteurs méridionaux de la Drôme et de l'Ardèche. Le sud-est de la France possède vraisemblablement plus de la moitié des effectifs de l'espèce en France. Les plus importantes populations connues se trouvent dans la moyenne et la basse vallée du Rhône ou à proximité ; l'espèce évite clairement les zones cristallines du Massif central.

## Habitats
L'Agrion de Mercure se rencontre principalement sur les sections ensoleillées des petits cours d’eau, lorsqu'une végétation est présente dans le lit mineur (Ache, Callitriche, Glycerie, Joncs, …) et préférentiellement sur substrats sédimentaires.

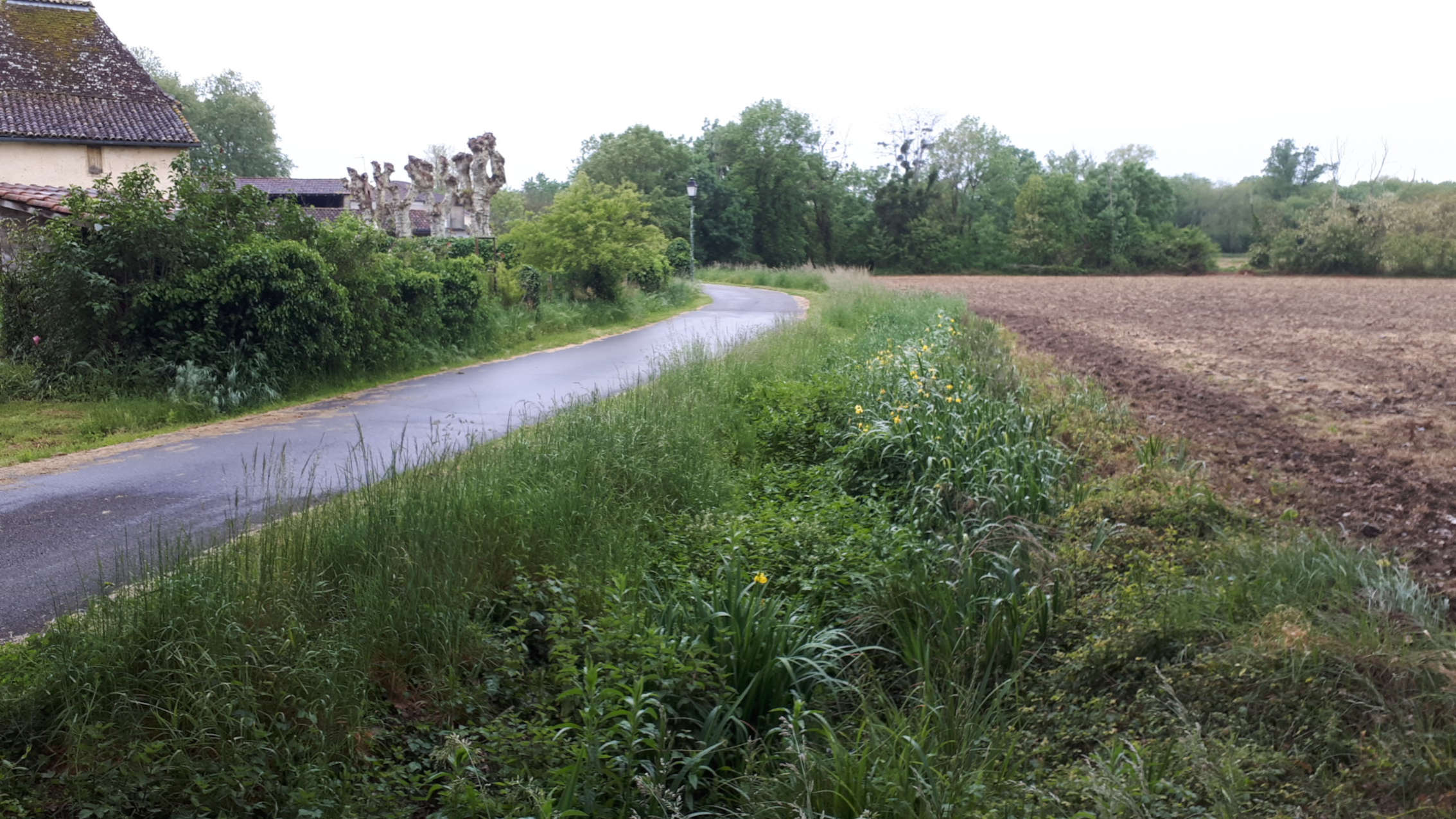
Petite station d'Agrion de Mercure présentant une végétation dense d'hélophytes : iris, baldingère, ache, menthe, cresson, callitriche, etc. sur le ruisseau de la Galette à Amou (Landes)

Cette espèce est attachée aux sources, ruisseaux et fossés non pollués[réf. nécessaire]. Des travaux scientifiques autrichiens[Lesquels ?] révèlent qu'elle est reconnue[Par qui ?] comme l’un des odonates dont la larve est la plus sensible à la charge organique des cours d'eau avec Cordulegaster bidentata. Cette sensibilité à la qualité de l’eau fait de cette espèce un indicateur potentiel de la qualité des habitats. Parmi les facteurs défavorables identifiés, l'eutrophisation est le plus largement répandu à la suite de l'intensification de l'agriculture et certainement le plus insidieux et problématique à long terme. L'optimum écologique de cette espèce concerne les sources tempérées à régime constant.
La présence d'herbiers d'hydrophytes est essentielle à la bonne reproduction de l'espèce. Les populations les plus denses sont souvent notées en présence de Potamogeton coloratus, un potamot qui semble avoir une convergence écologique avec cet agrion[réf. nécessaire].

## Phénologie
La période de vol de l'espèce diffère selon que les populations se trouvent au sud ou au nord de leur aire. Les premières émergences surviennent en avril dans le sud, ou en mai plus au nord. L'essentiel des populations se maintient jusqu'en août, voire plus tard dans le sud de la répartition de l'espèce. Néanmoins des observations récentes révèlent que les observations peuvent être notoirement plus étendues, par exemple dans la Drôme, des individus sont observés jusqu'à fin octobre lorsque les conditions sont favorables en automne.

## Biologie
Les agrions ont une période de maturation pendant laquelle ils s'observent à proximité de leur gîte larvaire. L'Agrion de Mercure recherche dans un premier temps des prairies généralement humides, puis rapidement recherche des habitats riches en petits insectes propices à leurs chasses. De tels habitats peuvent sembler dans quelques cas pollués et eutrophisés, ce qui confère à l'espèce une réputation de libellule tolérante. Il n'en est rien : les individus après maturation retournent sur les sites favorables à leur reproduction, le plus souvent de qualité tout à fait exceptionnelle. Des habitats moins valables restent toutefois fréquentés par quelques couples qui tentent d'y réaliser leur reproduction.
Le comportement reproducteur commence par la formation de tandems. Ceux-ci se forment dès les premières heures chaudes de la journée. Comme chez les autres libellules, un cœur copulatoire se forme, puis cas particulier notamment aux Agrions, la ponte est effectuée en tandem. La femelle pénètre entièrement dans l'eau et y entraîne le mâle qui généralement renonce et se détache alors que son corps semble trop immergé. Il s'envole alors que la femelle poursuit sa tache subaquatique. Les pontes semblent avoir lieu sur les divers hydrophytes de l'habitat considéré, elle est avérée sur Apium nodiflorum.
Pour l'identification des larves (stades âgés) et des exuvies, seul l'ouvrage de Gerken & Sternberg (1999) semble pour l'heure susceptible de permettre des identifications correctes. Les confusions faciles avec celles de Coenagrion ornatum sont soulignées plus haut. Le développement larvaire se réalise généralement sur un seul hiver, néanmoins il faudra deux saisons pour les populations les plus septentrionales comme cela est démontré en Angleterre. Il n'est à l'inverse pas exclu que certains œufs pondus dans le sud de la France en avril-mai produisent des imagos en août-septembre.

## Densités
Le maximum de 72 individus pour 100 m de transect est noté dans la vallée de la Drôme. Plus récemment le record exceptionnel de 181 individus sur un tronçon de 100 m a été établi dans la Drôme.

## Statuts de menace par secteurs géographiques
- Biosphère : NT (UICN 2006)
- Autriche : EN (Grand 1996)
- France : EN (UICN 2004)[9]
- France : LC (INPN 2025)[10]
  - Nord-Pas-de-Calais : EN.
  - Liste rouge régionale des libellules d'Île de France : EN.
- Grande-Bretagne : Rare (Merrit & al. 1996)
- Luxembourg : RE (Grand 1996)
- Pologne : RE (Grand 1996)
- Slovénie : RE (Kotorak 1997)

RE : populations régionalement disparues - CR : en grave danger de disparition - EN : en danger de disparition - VU : vulnérable - NT : populations quasi menacées - LC : préoccupation mineure
En Grande-Bretagne, l’espèce est prioritaire pour les actions de conservation au niveau des programmes concernant la biodiversité qui ont été mis en place par le gouvernement. Depuis 1997, un comité de pilotage spécifique regroupe des chercheurs de l’université de Liverpool, la British Dragonfly Society et des gestionnaires d’espaces naturels. L’objectif de ce programme est de protéger les sites de reproduction existant encore dans le Sud de l’Angleterre et au Pays de Galles et de tenter la réintroduction dans cinq sites en 2005. Ce programme, piloté par English Nature, est financé notamment par l’Union européenne dans le cadre de crédits Life pour les rivières britanniques (Conserving Natura 2000 Rivers).

## Protection
Au niveau européen, Coenagrion mercuriale est inscrit à l'annexe II de la directive "Habitats-Faune-Flore".